# Vokalni ansambel Musica
Vokalni ansambel Pevske šole Musica. V zasedbi sodelujejo pevci, ki pod okriljem Pevske šole Musica usmerjajo svoje delovanje k izobraževanju in oblikovanju celovite pevske osebnosti. Pod umetniškim vodstvom Roberta Feguša želijo pevke in pevci svojim poslušalcem podariti program, ki odslikava spoštljiv odnos do zakladov slovenske in tuje zborovske literature. Sestav s poudarkom na poučevanju vokalne tehnike in z natančnim pristopom h glasbenim partituram stremi k postopnemu doseganju kvalitetnega pevskega izvajanja, ki omogoča snemanje tematsko razvrščenih programov, koncertiranje v odličnih dvoranah in sodelovanje na državnih ter mednarodnih glasbenih festivalih. Sestav umetniško vodi g. Robert Feguš.
" Redko se zgodi, da strokovni spremljevalec pevskega nastopa ne bi imel nikakršne pripombe na vokalno-tehnično oblikovanost nastopajočega ansambla. Tokrat moram priznati, da je bilo vse: od intenzivnega in posledično intonančno brezhibnega petja, jasne dikcije tako v izgovorjavi zahtevnejših soglasnikov na koncih besed kot tudi razumljivosti besedil, zelo lepa oblikovanja fraz in s tem dognanega muziciranja, senzibilnega vživljanja v vsebinska sporočila... na zelo visokem kakovostnem nivoju. Tudi interpretacije kot celote so bile zelo koncipirane in tako tudi izvedene. Program je bil zelo kvaliteten, izvedbe pa dognane do potankosti. Čestitam in želim še veliko uspehov!"

Mag. Ivan Vrbančič, strokovni spremljevalec območne revije pevskih zborov, 26. april 2008